# جواز سفر ماكاوي
جواز السفر الماكاوي (بالصينية: 澳門特別行政區護照)(بالبرتغالية: Passaporte da Região Administrativa Especial de Macau‏) هو وثيقة سفر دولية تصدر للمقيمين الدائمين في ماكاو والذين هم مواطنين من الصين. يصدر جواز سفر ماكاو فقط من قبل مكتب خدمات تحديد الهوية في ماكاو.

## الخلفية التاريخية

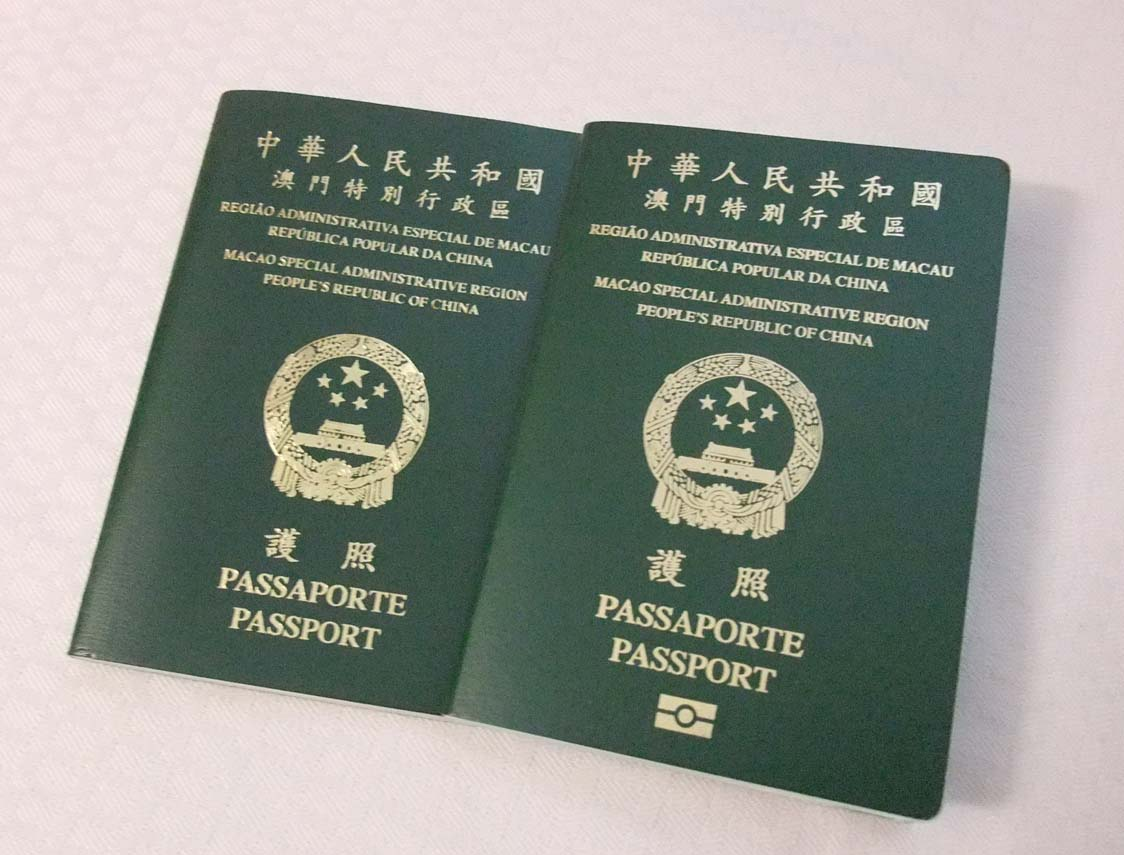
جواز سفر ماكاو القديم غير الإلكتروني الصادر حتى عام 2009 (على اليسار) والجواز الأحدث من جواز السفر الإلكتروني الصادر منذ عام 2009 (يمين)

وفقًا لقانون الجنسية الصينية والتوضيحات المقدمة لبعض الأسئلة من قبل اللجنة الدائمة للمجلس الوطني لنواب الشعب بشأن تنفيذ قانون الجنسية في ماكاو، يمكن لأي مقيم دائم في ماكاو يحمل الجنسية الصينية التقدم بطلب للحصول على جواز سفر ماكاو سار.
يمتلك العديد من سكان ماكاو أيضًا الجنسية البرتغالية بحكم ولادتهم في ماكاو قبل 3 أكتوبر 1981 أو التجنس أو الولادة لأبوين يحملان الجنسية البرتغالية في ماكاو. هؤلاء المواطنون مؤهلون أيضًا للحصول على جواز سفر برتغالي وغالبًا ما يكونون حاصلين عليه والذي يمنح دخول دول بدون تأشيرة أكثر من جواز سفر ماكاو فضلاً عن السماح بحرية الحركة لحاملي جوازات السفر في الاتحاد الأوروبي.

## السمات المادية
أصدرت النسخة الثانية الإلكترونية من جواز السفر لأول مرة من قبل مكتب خدمات تحديد الهوية في بداية سبتمبر 2009، لتحل محل النوع السابق المقروء آليًا.
غلاف جواز السفر أخضر وعليه الشعار الوطني لجمهورية الصين الشعبية في المنتصف. الغلاف الأمامي لجواز السفر مطبوع عليه اسم المقاطعة (بالصينية: 中華人民共和國澳門特別行政區護照)؛ (بالبرتغالية: Região Administrativa Especial de Macau, República Popular da China, Passaporte‏)، (بالإنجليزية: Macao Special Administrative Region, People's Republic of China, Passport)‏. يتكون كل جواز سفر من 48 صفحة بحجم 125 مم × 88 مم (4.9 بوصة × 3.5 بوصة) مطبوعة بتصميمات فنية تعرض مواقع التراث الثقافي العالمي في ماكاو.

## متطلبات التاشيرة
وفقًا لمكتب خدمات الهوية في ماكاو، اعتبارًا من يناير 2018 يتمتع حاملو جواز سفر ماكاو بإمكانية دخول 136 دولة وإقليم بدون تأشيرة وصول، بما في ذلك جميع الدول الأعضاء في الاتحاد الأوروبي والبرازيل واليابان وماليزيا وروسيا وسنغافورة وجنوب إفريقيا وجنوب إفريقيا كوريا الجنوبية. وفقًا مؤشر هينلي لجوازات السفر صنف جواز سفر ماكاو في عام 2019 في المرتبة السادسة والثلاثين؛ في المقابل احتل جواز سفر هونغ كونغ المرتبة 19، بينما احتل جواز سفر جمهورية الصين الشعبية المرتبة 74.

## المعرض

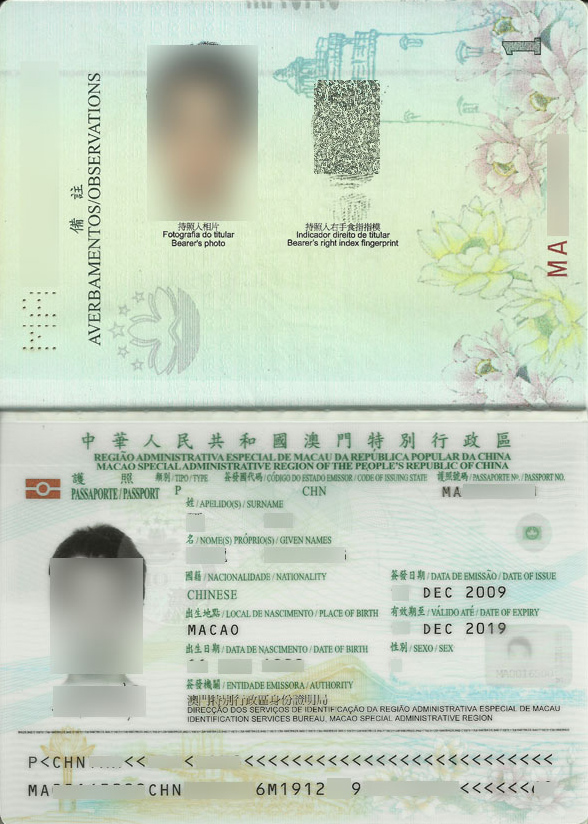
صفحات البيانات في جواز ماكاو
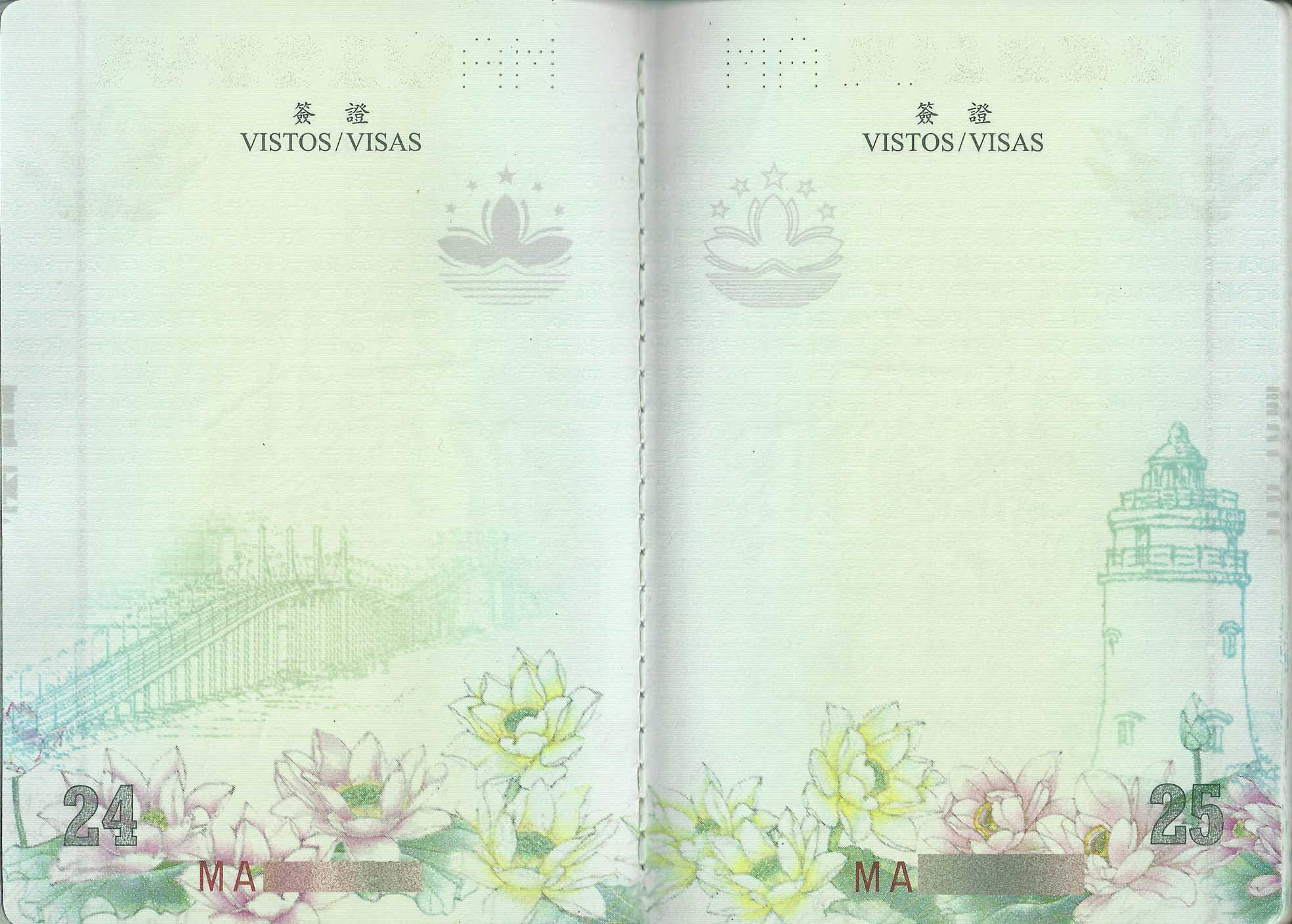
صفحات التأشيرات الخاصة بجواز سفر ماكاو
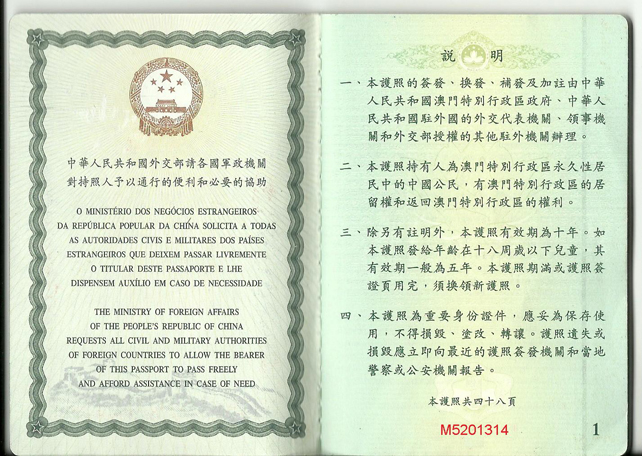
الغلاف الأمامي والصفحة الأولى من الإصدار القديم لجواز سفر ماكاو

## روابط خارجية
- إدارة الهوية - منطقة ماكاو الإدارية الخاصة
- منطقة ماكاو الادارية الخاصة - بوابة الحكومة